# Juan Díaz de León
Gral. Juan Díaz de León fue un militar mexicano que participó en la Revolución mexicana. Se incorporó a la Revolución Mexicana con las fuerzas constitucionalistas y operó en el norte del país, concurriendo a varios hechos de armas que le merecieron el grado de general. 